# Il vuoto
| Recensione | Giudizio |
| ---------- | -------- |
| Ondarock   |          |

Il vuoto è il venticinquesimo album musicale di Franco Battiato, pubblicato il 9 febbraio 2007 dalla Universal Music.
Tutte le musiche sono di Franco Battiato, molti testi dello stesso Battiato e di Manlio Sgalambro. Era l'inizio della primavera è una romanza di Čajkovskij con testo di Tolstoj.
Dal disco vengono estratti il singolo digitale Il vuoto e i singoli radiofonici Aspettando l'estate e Niente è come sembra.
La versione in download digitale contiene due tracce aggiuntive: un remix de Il vuoto e un'interpretazione dal vivo di Come Away Death, registrata il 14 novembre 2005 al Teatro degli Arcimboldi di Milano.

## Tracce
Testi di Franco Battiato e Manlio Sgalambro, musiche di Franco Battiato, tranne dove indicato.
1. Il vuoto (feat. MAB) – 3:33
2. I giorni della monotonia – 3:16
3. Aspettando l'estate – 3:33 (testo: Manlio Sgalambro)
4. Niente è come sembra – 3:35
5. Tiepido aprile – 3:15
6. The Game is Over (feat. MAB) – 4:36
7. Era l'inizio della primavera (feat. MAB) – 3:03 (testo: Aleksej Nikolaevič Tolstoj, Franco Battiato e Manlio Sgalambro – musica: Pëtr Il'ič Čajkovskij)
8. Io chi sono? – 3:33
9. Stati di gioia – 4:36

Durata totale: 33:00

### Edizione in download digitale
1. Il vuoto (Heavy Mental Mix) – 4:33
2. Come Away Death – 2:22 (testo: William Shakespeare – musica: Roger Quilter)

## Formazione
- Franco Battiato - voce, chitarra, sintetizzatore, tastiera
- Elisabetta Masia - chitarra (traccia 1), cori (traccia 1, 7)
- Carlo Guaitoli - pianoforte
- Pino Pischetola - programmazione
- Raffaele Gulisano - basso (traccia 9)
- Marina Cristofalo - chitarra, cori (traccia 1, 7)
- Andrea Polato - batteria (tracce 2-4, 6, 8)
- Davide Oliveri - batteria (traccia 9)
- Davide Ferrario - chitarra
- Royal Philharmonic Orchestra - archi
- Luca Simoncini - violoncello (traccia 2)
- Nicolò Ayroldi - baritono (traccia 1)
- Alice Dionis, Jessica Dionis - cori (traccia 1, 7)